# Pekingees
De pekingees of pekinees is een klein hondenras (een volwassen dier wordt ongeveer 28 centimeter hoog), afkomstig uit China. Het ras is al ruim tweeduizend jaar bekend. Tot 1860 kwam het ras voor als gezelschapshond in China en in de laatste eeuwen mocht de pekingees alleen aan het keizerlijk hof gehouden worden. In China werden ze 'leeuwhonden' genoemd vanwege hun uiterlijke overeenkomst met de tempelleeuw.
Bij de verovering en vernietiging van het Oude Zomerpaleis van de keizerlijke familie door de Britten onder leiding van lord Elgin tijdens de Tweede Opiumoorlog, in 1860, maakten de Engelsen er vijf buit. Deze werden ten geschenke gegeven aan belangrijke Britten, onder andere één aan koningin Victoria. In de decennia daarna werden er verschillende andere pekinezen door Engelsen en Amerikanen als diplomatieke geschenken verworven. Sinds 1900 werden de honden in de Verenigde Staten en West-Europa populaire gezelschapshonden, vooral voor dames.

## Gezondheid
Door zijn kleine schedel en platte snuit heeft de pekingees vaak te kampen met ernstige ademhalingsproblemen (brachycefaal obstructief syndroom). Symptomen zijn onder andere (ernstige) benauwdheid, een verminderd uithoudingsvermogen, snurkende ademhaling en hoesten. Door de uitpuilende ogen loopt de pekingees een verhoogd risico op oogproblemen, zoals ontstekingen van het hoornvlies (keratoconjunctivitis sicca), naar binnen krullende oogleden (entropion) en, in zeer ernstige gevallen, kunnen de ogen ook uit de kas schieten (luxatio bulbi).